# 下平夏奈
下平夏奈（1993年8月7日—），出生於日本佐賀縣鹿島市，是一位日本女子排球運動員，目前效力於東麗箭，場上位置為二傳。身高170公分，體重62公斤。

## 生涯簡介
她從小學三年級開始打排球，參加當地球隊的練習。進入中學後，逐漸活躍於場上，帶領學校晉級全國大賽十六強，並入選日本國家青少年隊。高校時期就讀排球名校九州文化學園高等學校，幫助球隊於全國高等學校綜合體育大會排球競技大會上取得不錯的成績。2012年，加入東麗箭。

## 生涯
- 所屬學校、球隊

鹿島市立東部中學校 → 九州文化學園高等學校（2009年－2012年） → 東麗箭（2012年－）
- 日本女排青少年隊[1]
- 日本女排青年隊[3]

## 榮譽

### 俱樂部
- 2012年亞洲女子排球俱樂部錦標賽[4]-  亞軍
- 2012/13賽季V超級聯賽 -  亞軍

## 備註
1. 1 2 3  下平さん（鹿島東部中）バレーボール日本代表に （页面存档备份，存于） - 佐賀新聞
2. ↑  女子バレー東レ（滋賀）内定選手 下平夏奈 （页面存档备份，存于） - sportnavi
3. ↑   (PDF).   [2013-09-21]. （原始内容存档 (PDF)于2013-09-22）.
4. ↑  . 日本排球協會.   [2012-08-24]. （原始内容存档于2012-08-15）.

## 外部連結
- V聯賽球員介紹 （日語）
- 東麗箭女排隊官方網站（日語）
- （页面存档备份，存于） （日語）